# Maria Luisa Aguirre D'Amico
Maria Luisa Aguirre D'Amico (Roma, 19 ottobre 1925 – Roma, 22 agosto 2008) è stata una scrittrice e traduttrice italiana.

## Biografia
Di origini cilene, fu traduttrice di drammaturghi spagnoli come Antonio Buero Vallejo, Alfonso Sastre, Ramón María del Valle-Inclán per le riviste "Sipario" e "Il dramma" e per editori quali Feltrinelli e Einaudi. Esordì come scrittrice nel 1983 con Paesi lontani. Nel 1994, con L'altalena, entrò nella cinquina del Premio Strega. Nipote di Luigi Pirandello, gli dedicò un libro di memorie e curò con altri l'Album Pirandello per I Meridiani.

## Opere principali
- Paesi lontani, Palermo, Sellerio, 1983
- Il dinghy dentro il porto, Milano, Rizzoli, 1985
- Come si può, Palermo, Sellerio, 1986
- Vivere con Pirandello, Milano, Mondadori, 1989
- La baia di Moudros, Genova, Costa & Nolan, 1991
- L'altalena, Milano, Camunia, 1994
- L'ombra del padre, Firenze, Giunti-Camunia, 1997